# Michaił Adabasz
Michaił Aleksiejewicz Adabasz (ros. Михаил Алексеевич Адабаш; ur. 24 lipca?/5 sierpnia 1864, zm. ?) – rosyjski generał major.

## Życiorys
Ukończył Pietrowsko-Połtawskie Gimnazjum Wojskowe, Michajłowską Szkołę Artylerii, Nikołajewską Akademię Sztabu Generalnego jako jeden z przodujących.
Był starszym oficerem sztabu 38 Dywizji Piechoty, starszym adiutantem sztabu 2 Korpusu Kawaleryjskiego, zastępcą sekretarza Oddziału Generał-Kwatermistrzowskiej części Sztabu Głównego (1900–1901), sekretarzem tego Oddziału (1901–1903), stołonaczalnik 7 Oddziału Sztabu Głównego (statystyki wojskowej państw obcych, 1903 – 1 sierpnia 1904), zastępcą szefa tego Oddziału (1 sierpnia 1904 – 25 czerwca 1905), delegowany za granicę (1905–1906), zastępca szefa Oddziału Głównego Zarządu Sztabu Generalnego (25 czerwca 1905 – 1 maja 1906).
Sekretarz 5 Wywiadowczego Sekretariatu Części Pierwszego Ober-Kwatermistrzowskiego Zarządu Generał-Kwatermistrzostwa Głównego Zarządu Sztabu Generalnego (1 maja 1906 – 17 listopada 1907).
Był agentem wojskowym w Brukseli i Hadze (17 listopada 1907 – 29 lipca 1909), dowódcą 6 Grenadierskiego Tawriczeskiego Pułku wielkiego księcia Michaiła Nikołajewicza (29 lipca 1909 – 25 lutego 1912). Przeniesiony do korpusu generałów majorów ze zwolnieniem ze służby z prawem do munduru i pensji. 
Według stanu na 7 sierpnia 1920 pozostawał w korpusie Sztabu Generalnego Robotniczo-Chłopskiej Armii Czerwonej.